# Gionee

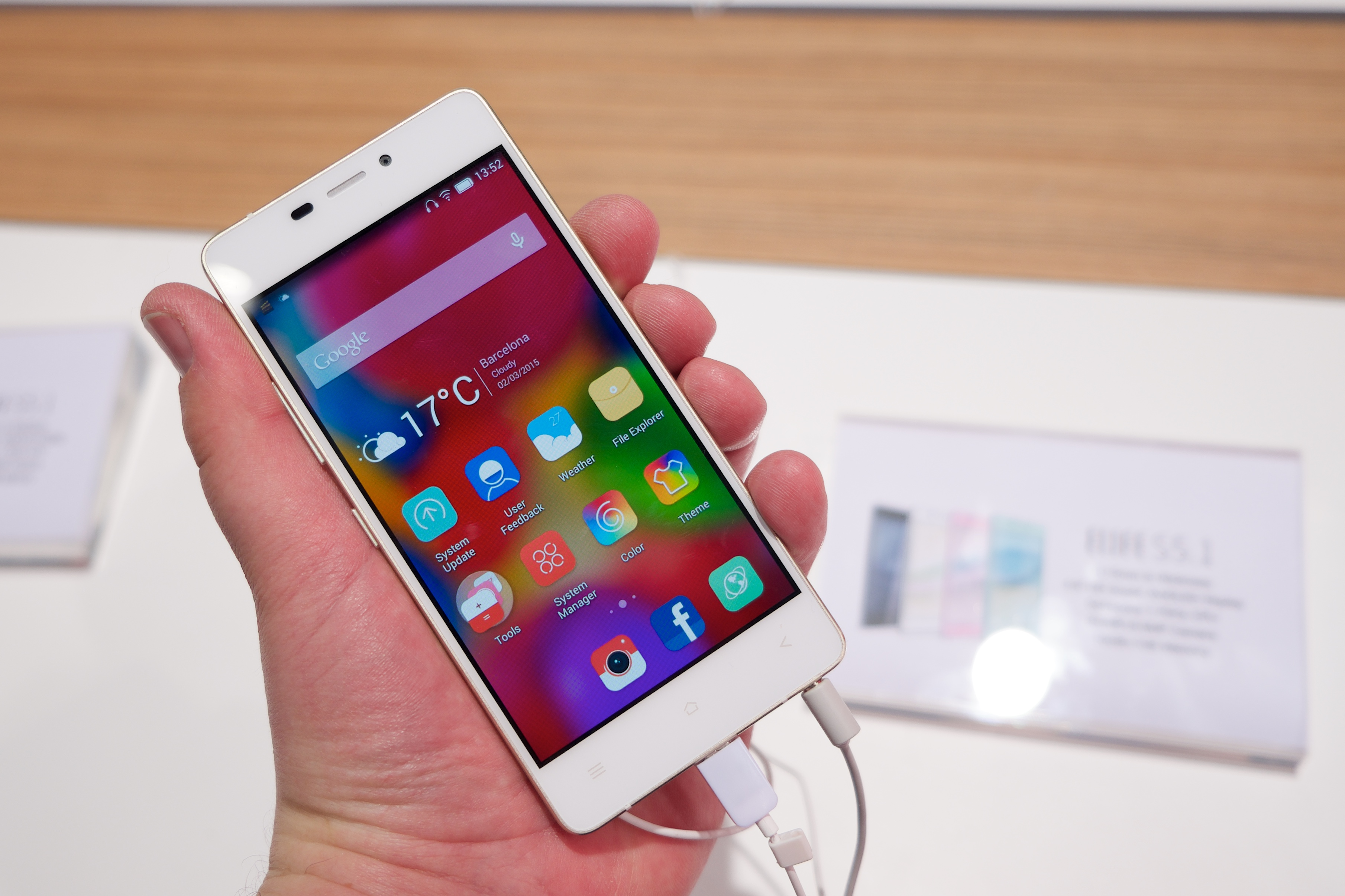
Smartfon Gionee Elife 5.1

Gionee Communication Equipment Co. Ltd. (chiń. 深圳市金立通信設備有限公司) – chiński producent urządzeń mobilnych. Przedsiębiorstwo zostało założone w 2002 roku w Shenzhen (prowincja Guangdong).
Przedsiębiorstwo tworzyło smartfony z niższej półki cenowej, sprzedawane w kraju i za granicą (zwłaszcza w Indiach, Bangladeszu, Wietnamie i Tajlandii, na Filipinach i w Nigerii). W Stanach Zjednoczonych urządzenia Gionee były dostępne pod marką Blu. W Chinach Gionee miało prawie pięcioprocentowy udział w rynku telefonów komórkowych. 
W 2014 roku ujawniono, że smartfony Gionee są dostarczane z preinstalowanym szkodliwym oprogramowaniem. W 2018 roku na urządzenia Gionee ponownie miało trafić szkodliwe oprogramowanie, tym razem za pośrednictwem aktualizacji.
W 2018 roku przedsiębiorstwo zostało przejęte przez indyjską grupę Jaina.